# Normaltica iviei
Normaltica iviei es una especie de insecto coleóptero de la familia Chrysomelidae. Fue descrita científicamente en 2002 por Konstantinov.